# Ги де Туар
Ги де Туар (фр. Guy de Thouars; умер 13 апреля 1213, Шемийе, Королевство Франция) — герцог Бретани в 1203—1206 годах благодаря браку с герцогиней Констанцией.

## Биография
Ги де Туар был третьим сыном Жоффруа IV, виконта де Туар. В 1199 году он женился на герцогине Бретани Констанции, дочери Конана IV, к тому времени вдове Жоффруа Плантагенета и разведённой с Ранульфом де Блондевилем, графом Честера. У супругов родились три дочери:
- Аликс (1200—1221), жена Пьера Моклерка;
- Катрин (1201—1237/1240), жена Андре III де Витри[3];
- Маргарита (1201—1216/1220)[4].

Ги и его жена были регентами при малолетнем Артуре, сыне Констанции от первого брака. В 1201 году, когда герцогиня умерла (вероятно, при родах), Ги де Туар стал единоличным регентом, а после гибели Артура в 1203 году был провозглашён бретонской знатью герцогом. Тремя годами позже король Филипп II Август, в ходе войны с Джоном Безземельным занявший Нант и Ренн, заставил Ги выдать его старшую дочь и наследницу Аликс, уже помолвленную с Анри Авогуром, за своего кузена Пьера Моклерка и отказаться в пользу новоиспечённого зятя от герцогства. Ги умер в 1213 году.